# جو نورث
جو نورث (بالإنجليزية: Joe North)‏ (23 سبتمبر 1895 في المملكة المتحدة - 24 أغسطس 1955 في المملكة المتحدة) هو لاعب كريكت ولاعب كرة قدم بريطاني (وحمل سابقاً جنسية المملكة المتحدة لبريطانيا العظمى وأيرلندا) في مركز الهجوم. لعب مع شيفيلد يونايتد ونادي أرسنال ونادي ريدنغ ونادي غيلينغهام ونادي واتفورد ونورويتش سيتي وNorthfleet United F.C. ‏.